# بامبوسانية
بامبوسانية (الاسم العلمي: Pampusana)، هو جنس متوسط الحجم من اليمام الأرضي (فصيلة الحمامية) الذي يتواجد في الغابات المطيرة في منطقة المحيط الهادئ. وهي غير مرتبطة بيمام الأرض الأمريكي (جنس الياموم والأجناس ذات الصلة).
وأصل تسمية بامبوسانية غير معروف.